# فريدريكيا
كولدينج وفيجلي.
فريدريكيا هي بلدة تقع في بلدية في الجزء الجنوبي الشرقي من شبه جزيرة جوتلاند في الدنمارك. والمدينة هي جزء من منطقة المثلث. التي تضم مدينتي كولديبج وفيجلي. تأسست عام 1650 من قبل فريدريك.
يبلغ عدد سكان المدينة نفسها 40981 نسمة ويبلغ عدد سكان بلدية فريدريكيا 50324 (2014).

## التاريخ
بعد الدمار الذي سببتة حرب الثلاثين عام في جوتلاند غير محصنة جيدا. -درك الملك كريستيان ضرورة بناء قلعه قوية في جوتلاند. وقرر أن هذا المشروع يدمج مع خططه لبناء مدينة كبيرة في جوتلاند.
تم بناء معسكر محصن على نقطة من الأرض تسمى لينقز اود. بالقرب من الموقع الحالي لفريدريكيا، مع سور يمتد إلى أي من جانبي النقطة، لحماية المعسكر من الهجمات. ومع ذلك لم تكن التحصينات مثالية، وعندما غزا المشير السويدي لينارت تورستنسون جوتلاند، تمكن من اختراق الأسوار. كان فريدريك إيل هو الذي تمكن أخيراً من إكمال خطط التحصين، وأيضا تحصين خاص بالجناح في منطقة بيرس أودي القريبة كما اقترحة المارشال الامبرطوري الدينيماركي آندرس بيل.
في 15 ديسمبر 1650, وقع الملك الوثيقة التي تمنح البلدة امتيازاتها الأولى، ويمكن أن يبدأ العمل في التحصينات الجديدة. في عام 1651 , تم تسمية المدينة باسم قريدريسكودي على اسم الملك، وفي 22 أبريل 1664 , تم منحها الاسم اللاتيني الجديد لفريدريكيا.
في 6 يوليو من كل عام، تقيم مدينة فريدريسيا مهرجانا لإحياء ذكرى معركة فريدريكيا عام 1849 , التي خاضت خلال حرب شليسفيغ الأولى، والتي انتصرت فيها القوات الدنماركية على متمردي شليسفيغ هولشتاين الذين كانوا يفرضون حصارا على المدينة. تم الكشف عن معلم فريدريسيا، لاندسولدنت، في 6 يوليو 1858.

## حاضر
تعد البلدية اليوم جزءا من منطقة شرق جوتلاند الحضرية التي يبلغ عدد سكانها 1,2 مليون نسمة، 14 وهي موقع المجلس البلدي لبلدية فريديريكا.
المدينة هي واحدة من أكبر مراكز المرور في الدنمارك.
المدينة هي ثكنات رئيسية، موطن فوج إشارات الجيش الملكي الدنماركي (فوج التلغراف) والذي يقع في ثكنة راي (رايس كاسيرن) وثكات بولو (بولوز كاسيرن).

## مشاهير

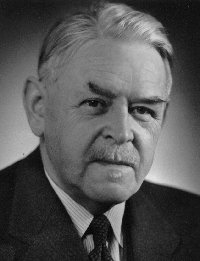
فيلهلم بول ، ما قبل 1954

- يورغن بالتازار وينترفيلدت (1732 في فريدريكيا - 1821) ضابط بحري ومحسن
- Hartvig Philip Rée (1778 in Fredericia - 1859) تاجر ومؤلف يهودي دنماركي
- بول باغ (1796 في فريدريكيا - 1870) تاجر وصاحب سفينة دنماركية
- فريدريك بروكهاوزن (1858 في فريدريكيا - 1929) صانع سيجار ونقابي وسياسي أمريكي
- فيلهلم بوهل (1881 في فريدريكيا - 1954) رئيس وزراء الدنمارك الحادي عشر
- إريك هولتفيد (1899 في فريدريكيا - 1981) عالم آثار وعلم الأعراق البشرية وفنان
- يورغن فيغ كنودستورب (مواليد 1968 في فريدريكيا)، رجل أعمال، الرئيس التنفيذي السابق لمجموعة ليغو

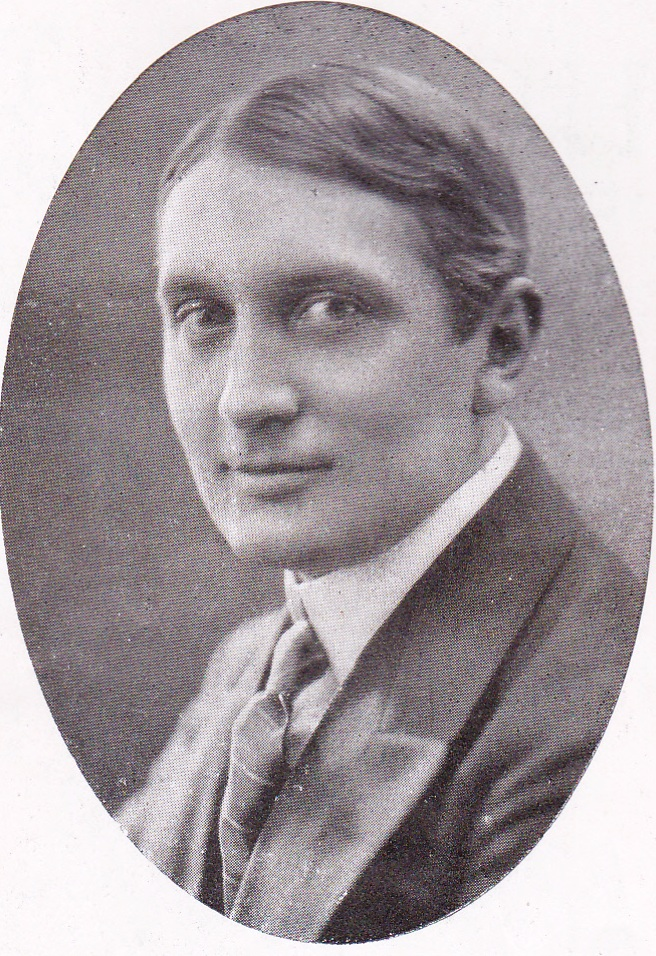
سفيند ميلسينج ، 1921

- كاريت ايتلار (1816 في فريدريكيا - 1900)، مؤلف دنماركي لكتاب Gjøngehøvdingen عام 1853
- مجدلين ثوريسن (1819 في فريدريكيا - 1903) شاعر وروائي وكاتب مسرحي نرويجي
- شارك هنريك بونتوبيدان (1857 في فريدريشيا - 1943)، كاتب واقعي دنماركي، في جائزة نوبل للآداب لعام 1917
- Svend Rathsack (1885 in Fredericia - 1941) نحات دنماركي
- سفيند ميلسينج (1888 في فريدريكيا - 1946)، ممثل ومخرج مسرحي وكاتب مسرحي
- انضمت إلين كراوس (1905 في فريدريكيا - 1990)، وهي فنانة دنماركية، إلى الرسامين Odsherred
- Else Holmelund Minarik (1920 in Fredericia - 2012) مؤلف أمريكي لكتب الأطفال
- Tage Skou-Hansen (1925 in Fredericia - 2015) كاتب ومحرر وباحث دنماركي
- سيسيل بودكر (مواليد 1927 في فريدريكيا) كاتب روائي شاب وشاعر
- Erik Moseholm (1930 in Fredericia - 2012) مؤلف موسيقى الجاز، قائد فرقة DR Big Band
- كريستيان بلاك (مواليد 1947 في فريدريكيا) ملحن وموسيقي في جزر فارو
- مارتن زاندفليت (مواليد 1971 في فريدريكيا) مخرج سينمائي وكاتب سيناريو دنماركي
- كريستيان هولتن بونك (مواليد 1973 في فريدريكيا) مخرج أفلام وثائقية وكاتب سيناريو

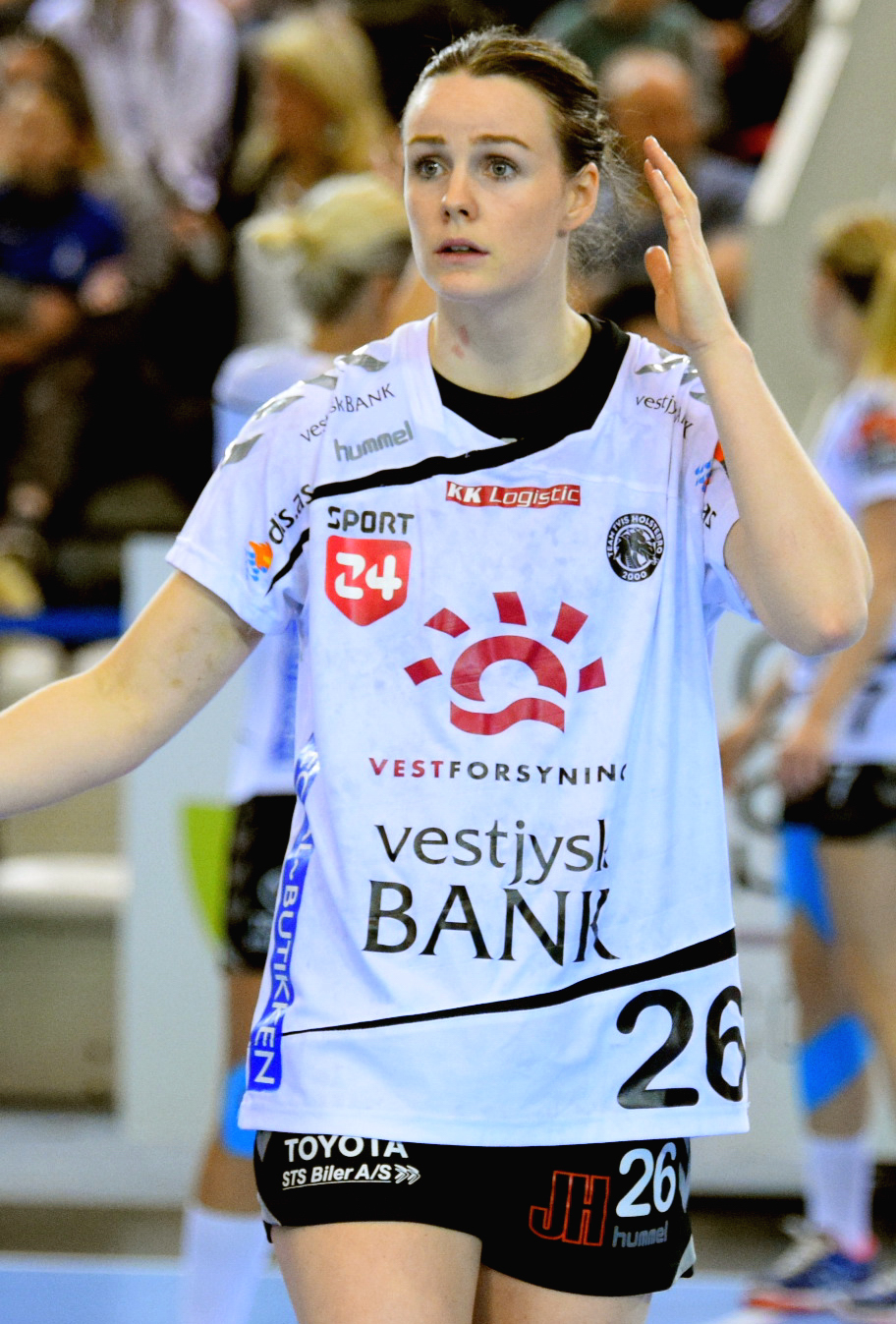
أنيت جنسن ، 2016

### رياضة
- جيسبر بنك (مواليد 1957 في فريدريكيا) بحار، حائز على ميدالية ذهبية أولمبية مرتين في 1992 و2000
- بيتر كيير (مواليد 1965 في فريدريكيا) لاعب كرة قدم دنماركي سابق وله 459 مباراة دولية
- توماس سورنسن (مواليد 1976 في فريدريكيا)، حارس مرمى كرة قدم، 497 مباراة دولية مع نادي و 101 مباراة مع الدنمارك
- باتريك هوجارد (مواليد 1989 في فريدريكيا) متسابق دراجات بخارية دنماركية
- أنيت جنسن (مواليد 1991 في فريدريكيا) لاعبة كرة يد دنماركية
- سارة ثيجيسن (مواليد 1991 في فريدريكيا) لاعبة تنس الريشة، متخصصة في لعب الزوجي.
- بيتر كيير (مواليد 1965) حارس مرمى كرة قدم، 459 مباراة دولية
- كاترين فيجي (مواليد 1991 في فريدريكيا) لاعبة كرة قدم، أكثر من 200 مباراة مع الأندية و 119 للسيدات الدنماركيات

## المدن التوأم
| - Härnösand, Sweden, since 1948 - Herford, Germany, since 1987 - Ilulissat, Greenland, since 1962 | - Kokkola, Finland, since 1948 - Kristiansund, Norway, since 1948 - Šiauliai, Lithuania, since 1993 |

خطة فريدريشيا في عام 1900

## روابط خارجية
- "Fredericia". Encyclopædia Britannica . 11 (الطبعة 11). 1911.